# 圆果青刚栎
圓果青剛櫟（学名：Quercus globosa）为殼斗科櫟屬下的一个种。